# Межная Слобода

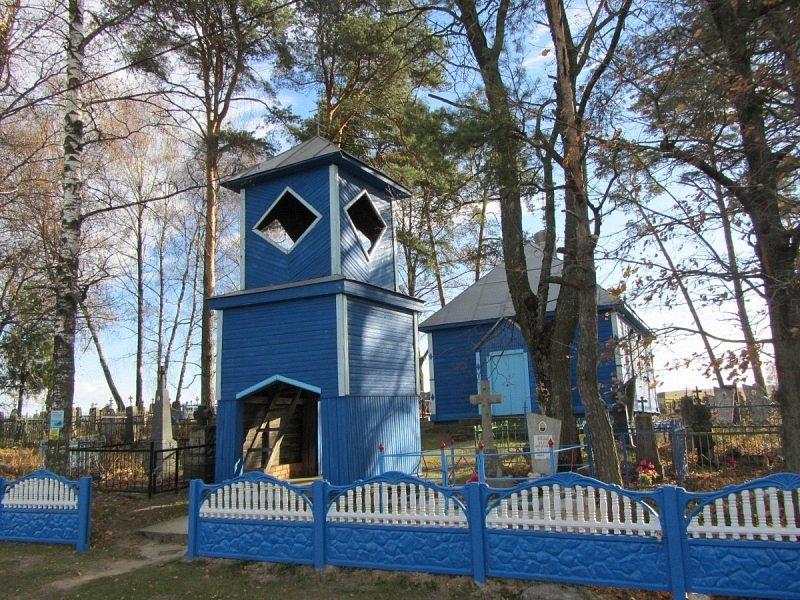
Церковь Святого Иоанна Предтечи

Межная Слобода (бел. Межная Слабада) — деревня в Клецком районе Минской области Белоруссии. В составе Голынковского сельсовета. До 2013 года входила в состав Тучанского сельсовета (расформирован в 2013 году). Население 152 человека (2009).

## География
Межная Слобода находится в 12 км юго-западнее райцентра, города Клецк и в 22 км к северо-востоку от города Ганцевичи. В 7 км к югу проходит граница с Брестской областью. Деревня вытянута вдоль дороги Клецк — Голынка. С юга к Межной Слободе примыкает агрогородок Карацк. Ближайшие ж/д станции находятся в Клецке (линия Слуцк — Барановичи) и в Ганцевичах (линия Барановичи — Столин — Ровно).

## История
Деревня основана Радивилам в Карацкой пуще до 1626 года. В 1626 году деревня называется Воля или Новый Карацк. В ней ей было 31 хозяйство и имелось 34 волоки земли. Жители были свободны от податей, так как они расчищали пущу.
В 1634 году называется — Слобода.
В 1645 году деревня называется Красная Воля и насчитывает 46 хозяйств и 34 волоки земли.
В 1665 году называется Слобода и насчитывает 6 хозяйств.
В 1775 году деревня насчитывает всего 10 хозяйств.
28 июня 2013 года Межная Слобода передана из упразднённого Тучанского сельсовета в состав Голынковского сельсовета.

## Достопримечательности
- Православная церковь Святого Иоанна Предтечи. Памятник деревянного зодчества. Церковь построена при кладбище в конце XIX — начале XX века. Рядом отдельно стоящая деревянная колокольня того же времени. Церковь и колокольня занесены в Государственный список историко-культурных ценностей Республики Беларусь[3].